# Els Pelegrins de les Useres
Els Pelegrins de les Useres és una tradició religiosa que té lloc cada any a la població valenciana de Les Useres (l'Alcalatén). Consisteix en una romeria de 35 km entre la població i el santuari de Sant Joan de Penyagolosa, situat a la muntanya del mateix nom.
Es tracta d'una tradició del segle xiv, que es repeteix el darrer divendres del mes d'abril. Els pelegrins preguen per aigua, collita i contra la pesta. Els actes que acompanyen al Camí (misses, parades, menjars...) pràcticament no han canviat des dels seus inicis. El silenci regna en la peregrinació, només trencat pels cantors d'antigues composicions medievals. La companyia està formada per 13 homes de la localitat.

## El camí
El recorregut entre Les Useres i el Penyagolosa té uns 25 km i un desnivell acumulat de més de 1.000 metres. Travessa els termes de les Useres, Llucena, Xodos i Vistabella del Maestrat. Es tracta d'una via de comunicació comarcal d'una arrelada tradició, que uneix els pobles de la zona. Per això, la via passa junt a vies pequàries, ermites, masies, castells, fonts i peirons, entre d'altres. Tot això entre zones de gran riquesa mediambiental, amb matolls, carrasques i pins, la qual cosa ha convertit el Camí en un atractiu per al turisme rural.
El camí es fa en dues jornades. La primera és la pujada, on es para a Sant Miquel de les Torrocelles per escoltar missa, i s'arriba a Sant Joan, on es passa la nit; la segona jornada és la baixada fins al punt de partida. El dissabte de Trinitat, el Camí també és recorregut per les rogatives de Xodos a Sant Joan.

## Monument Natural
Ha estat declarat per Acord de la Generalitat Valenciana el 18 d'abril de 2007 Monument Natural pel seu gran valor ecològic.
El camí discorre a través d'un paisatge format per escarpades llomes disposades paral·lelament a la costa, amb profunds barrancs i àmplies àrees de matoll, carrascars i pinedes. El seu important desnivell permet gaudir d'un canvi progressiu de la vegetació, que s'adapta gradualment a l'altura i, per tant, al rigor climàtic continental de la muntanya.
En aquest gradient altitudinal es passa per uns quants pisos de vegetació. En les parts més baixes destaquen les formacions dominades per la carrasca (Quercus rotundifolia) i la pineda de pi blanc (Pinus halepensis), situats per davall dels 1.100 metres. Al voltant d'aquesta altura i en les zones més fredes, exposades i de sòls més pobres, apareix la savina turífera (Juniperus thurifera), en les seues característiques formacions d'estructura adevessada, amb presència o sense presència de la carrasca. A major altitud, amb l'increment de les precipitacions, aquesta vegetació és substituïda per roure valencià (Quercus faginea) i les pinedes de pinassa (Pinus nigra) i pi roig (Pinus sylvestris).

## Senderisme
El Camí dels Peregrins de les Useres forma part del sender de gran recorregut GR-33, que comunica l'emblemàtic Cim de Penyagolosa amb Castelló de la Plana, passant pel santuari de la Mare de déu del Lledó.